# Radio Kampus
Radio Kampus, radijska postaja iz Splita, nekad poznata pod imenima Radio KL, Radio KL-Eurodom, Jadranski radio.

## Povijest
Osnovana je 12. siječnja 1996. godine kao radijska postaja za područje grada Splita. Imao je dosta glazbenog sadržaja te noćnu kontakt emisiju. Funkcionirao je kao radio zajednice (community radio). Počeo je kao Radio KL, pa je u ime unio ime pokrovitelja te se zvao Radio KL-Eurodom. Postaja je u punom sastavu proslavila 15. obljetnicu. Spiritus movens postaje je Rade Čikeš Medan, poznati voditelj i glazbenik s Radio Splita 1980-ih u emisiji Trta-mrta i glazbenik u Pravoj kotki. Istaknuta imena u postoji bila su Arsen Košta, Blaž Limić, Damir Duplančić (emisija Izgubljena generacija), Vedran Limić i dr. Urednik programa bio je Ante Franjkić. Glazbena politika bila je "protiv loše glazbe", otklon od "domaće kuruze" i "bezlične komercijale", birani rock, pop, adult contemporary. Od početka svoga djelovanja politika je bila "odašiljanje dobrih vibracija ,otklon od sve prisutnijeg defetizma, obilje humora, sarkazma na tuđi a posebno na svoj račun, neposrednost, otvorenost, pila naopako, čuvanje tradicije, i obilje kontakt programa."
Godine 2012. došlo je do promjena. Polovica bivših glazbenih suradnika osnovalo je radijsku postaju KLFM. Dana 10. prosinca 2012. javlja se kao Jadranski radio.
Siječnja 2013. godine Radio KL-Eurodom je promijenio vlasničku strukturu i preimenovan je u Jadranski radio. U noćnom programu su se našli narodnjaci, krajnja suprotnost svemu što je prije bila glazbena politika radija. S 31. prosincem 2018. prestao je s emitiranjem na postojećoj frekvenciji i nije dobio produljenje koncesije.
2022. godine, koncesiju za frekvenciju od 104,1 dobiva studentski Radio Kampus u vlasništvu Sveučilišta u Splitu, koji je prije emitirao program putem internet streama.

## Vanjske poveznice
- Facebook